# Plintovec
Plintovec este o localitate din comuna Kungota, Slovenia, cu o populație de 562 de locuitori.